# Pontificia Comisión Ecclesia Dei
La Pontificia Comisión Ecclesia Dei fue una comisión de la Curia Romana vigente entre 1988 y enero de 2019.
Fue creada en 1988 por Juan Pablo II a través del motu proprio Ecclesia Dei publicado por el Papa a raíz de la consagración de los obispos en el Fraternidad Sacerdotal de San Pío X por el arzobispo Marcel Lefebvre y el obispo Antônio de Castro-Mayer. Sus compentencias se ampliaron en julio de 2007 y tuvo la consideración de dicasterio romano gracias al motu proprio Summorum Pontificum.
El 8 de julio de 2009, la Santa Sede hace público el motu proprio de Benedicto XVI Ecclesiae Unitatem.
Estuvo dirigida por el cardenal Luis Ladaria Ferrer y el presidente emérito fue el cardenal Gerhard Ludwig Müller.

## Supresión
El 19 de enero de 2019, el papa Francisco suprimió esta institución. Lo comunicó con un motu proprio en el que estableció que todas sus tareas fueran asumidas por la Congregación para la Doctrina de la Fe.

## Fines
1. Regular la situación canónica de un cierto número de comunidades religiosas de índole tradicionalista, ya existentes, pero sin reconocimiento por parte de la Iglesia, dándoles una forma canónica correspondiente a su carisma. Se ha encontrado, además, una integración eclesial para no pocos sacerdotes tradicionalistas, hasta ahora sin incardinar.
2. Colaborar con los obispos locales para satisfacer a numerosos grupos de fieles unidos a la tradición litúrgica latina, que solicitan la regular celebración de la Santa Misa según el rito del 1962 en sus diócesis